# Jason Marsalis
Jason Marsalis, né le 4 mars 1977 à La Nouvelle-Orléans, est un batteur de jazz américain.

## Biographie
Né le 4 mars 1977 à La Nouvelle-Orléans, il est le plus jeune des quatre fils d'Ellis Marsalis Jr.. Il est ainsi le frère du trompettiste Wynton Marsalis, du saxophoniste Branford Marsalis et du tromboniste Delfeayo Marsalis.